# Mikania scandens
Espèce
Classification phylogénétique
Mikania scandens est une espèce de plantes à fleurs de la famille des Asteraceae. Elle est originaire des États-Unis, du Mexique et des Bahamas.
Cette espèce de liane a tendance à être une plante envahissante. On la retrouve ponctuellement en Océanie. Elle ne doit néanmoins pas être confondue avec une autre espèce invasive : Mikania micrantha.

## Synonymes
- Eupatorium scandens L.
- Willoughbya scandens (L.) Kuntze